# رومن روروا
رومن روروا (گرجی: რომან რურუა؛ زادهٔ ۲۵ نوامبر ۱۹۴۲) کشتی‌گیر فرنگی گرجی‌تبار اهل شوروی بود.
وی در مسابقات کشوری و بین‌المللی در مجموع برندهٔ ۵ مدال طلا، ۱ مدال نقره شده‌است.